# Click You Link Me
Albums de Aya Matsuura
Omoi Afurete
(2009) Aya Matsuura 10th Anniversary Best
(2011)
Click You Link Me est un album spécial de Aya Matsuura, son 9e album en tout, sorti le 24 novembre 2010 au Japon sous le label Zetima.

## Présentation
L'album atteint la 72e place du classement de l'Oricon ; c'est alors son plus faible classement d'un disque. Il se vend à 2 191 exemplaires la première semaine et reste classé 2 semaines, pour un total de 2 669 exemplaires vendus. C'est son unique disque sorti en 2010. C'est son premier disque sorti en dehors du cadre du Hello! Project, dont elle est « graduée » en mars 2009. Il sort près de deux ans après ses précédents disques, l'album Omoi Afurete et le single Chocolate Damashii sortis début 2009. L'album est composé de trois chansons inédites (Yokohama Rondo, Click You Link Me et Only One), de six reprises, et de trois anciennes chansons de Matsura réinterprétées, plus un interlude.
The Difference est une reprise en japonais de Clyde Stubblefield, Feel Your Groove est une reprise en japonais de Ben Sidran, Home Nite est une reprise de Shikao Suga (en), Kataritsugu Koto est une reprise de Chitose Hajime, et Minna Hitori est une reprise de Mariya Takeuchi. L'album contient aussi une reprise de Watarasebashi de Chisato Moritaka chantée cette fois en duo avec celle-ci ; Matsura avait déjà sorti ce titre en single en 2004 en solo. Les titres Feel Your Groove, Suna wo Kamu you ni... Namida (de son single de 2006), Dearest, et Hitori (réenregistré en 2008 pour figurer en "face B" de son single Kizuna) avaient déjà été interprétés par Matsura sur son précédent album de reprises Naked Songs de 2006.

## Liste des titres
| 1.  | The Difference                                        | 5:20 |
| 2.  | Feel Your Groove                                      | 3:36 |
| 3.  | Suna wo kamu yo ni... Namida (砂を噛むように… NAMIDA) | 4:35 |
| 4.  | Yokohama Rondo (横浜ロンド)                           | 4:29 |
| 5.  | Home Nite (ホームにて)                                | 4:42 |
| 6.  | Click you Link me                                     | 4:24 |
| 7.  | Kataritsugu Koto (語り継ぐこと)                       | 4:43 |
| 8.  | Interlude~Okay~                                       | 0:33 |
| 9.  | Watarasebashi (渡良瀬橋 ; duo avec Chisato Moritaka)  | 3:48 |
| 10. | dearest.                                              | 5:53 |
| 11. | only one                                              | 5:11 |
| 12. | Hitori (ひとり)                                       | 3:46 |
| 13. | Minna Hitori (みんなひとり)                           | 4:30 |